# 弘农郡
弘农郡，是中国汉朝至唐朝的一个郡置，其范围历代有一定变化，以西汉为最大，包括今天河南省西部的三门峡市、南阳市西部，以及陕西省东南部的商洛市。由于其地处长安、洛阳之间的黄河南岸，一直是历代军事政治要地。

## 漢代弘農郡
西汉元鼎四年（前113年），汉武帝设立弘农郡，设郡治在秦国名关函谷关边，县名也是弘农，故址在今天河南省灵宝市东北，辖弘农、宜阳、新安、黾池、卢氏、陆浑、析县、顺阳、陕县、上雒、商縣11县，118911户，475954人。东汉、三国沿置，但商縣（今商洛市范围）划归京兆尹，只领有今河南省西部范围。西晋时，弘農郡南部析置上洛郡，其区域进一步缩小到黄河流域今三门峡市范围。南北朝时，为避讳北魏獻文帝拓跋弘之名曾改为恒农郡，隋朝時廢郡。
漢朝弘農郡太守
- 枚乘（漢景帝時）
- 范方渠（？—前97年）
- 蔡癸（漢宣帝時）
- 馮揚（漢宣帝時）
- 蔣萬（漢宣帝時）
- 傅剛（漢元帝時）
- 宋平（？—前32年）
- 逄信（？—前24年）
- 張匡（漢成帝時）
- 蕭咸（漢成帝末）
- 王龔（前5年—？）
- 金欽（漢哀帝時）
- 翟義（漢哀帝時）
- 景丹（？—26年）
- 劉興（建武年間）
- 劉昆（43年—146年）
- 魏滿（永平年間）
- 移良（124年在任）
- 張鳳（？—139年）
- 馬賢（139年—149年）
- 蔡玄（漢順帝時）
- 趙典（漢桓帝時）
- 趙旂，字子鸞（漢桓帝時）
- 袁逢（161年在任）
- 孫璆，字山陵（165年在任）
- 皇甫規（167年—178年）
- 樊毅，字仲德（178年—179年）
- 王宏（初平年間）
- 嚴幹（207年—211年）
- 賈逵（211年在任）
- 令狐邵（建安末年）
- 吳匡，字伯康（東漢時）
- 陳綱，字仲卿（東漢時）
- 張□，字子陽（東漢時）
- 張德，字伯雅（東漢時）
- 士孫睦（東漢時）
- 傅允（東漢時）

## 隋唐弘農郡
隋炀帝大業年間，改虢州為弘農郡，郡治弘农向西南迁到了今灵宝市中心，且失去了黄河沿岸的辖地。
唐朝时，弘农郡分为陕州、虢州，从此失去郡名。虢州仍治弘农县（今灵宝市），而陕州境内天宝元年因为在函谷关遗迹发现宝符而更名为灵宝的桃林县，却不是今天的灵宝市所在地，而是汉晋时的弘农县所在地。
天宝元年（742年）虢州改为弘农郡，乾元元年（758年）复为虢州。到北宋时，弘农县先改为常农，后以州名改为虢略。从此弘农不再作为地名使用。
唐朝弘農郡太守
- 赵冬曦（742年—743年）
- 裴昌（天宝年间）
- 李晔（至德年间）

## 著名家族
- 弘农杨氏